# Vera Mahlke
Vera Mahlke (* 9. Februar 1913 in Berlin; † 11. Oktober 1982 in Flensburg) war eine deutsche Tänzerin, Choreografin, Ballettmeisterin und Tanzpädagogin.

## Leben und Wirken
Vera Mahlke, eine Tochter des Violinisten und Bratschisten Hans Mahlke und seiner Frau Erna, war die erste Solotänzerin (Primaballerina) der Sächsischen Staatsoper Dresden in den 1930er Jahren und spätere Leiterin der Kammertanzgruppe der Stadt Dresden. Sie lieferte Ideen und Choreographien für Tanzschöpfungen wie Getanzte Malerei und Getanztes Porzellan, wobei sie auch als Solotänzerin auftrat. Nach dem Zweiten Weltkrieg versuchte sie, in Potsdam und Berlin als Ballettmeisterin Fuß zu fassen, hatte aber in der DDR mit großen Schwierigkeiten zu kämpfen.
Die Schauspielerin Ellen Mahlke war ihre Schwester.